# Браун, Матиаш Бернард
Матиаш Бернард Браун (чеш. Matyáš Bernard Braun; 24 февраля 1684, Заутенс — 15 февраля 1738, Прага) — чешский скульптор австрийского происхождения.

## Биография
Матиаш Бернард Браун родился 24 февраля 1684 года в коммуне Заутенс рядом с Инсбруком (ныне — австрийская земля Тироль). Пятый ребенок из девяти в семье кузнеца Якуба Брауна и Магдалины. Младший брат Доминик стал художником, племянник Антонин Браун — знаменитым скульптором.
Учился скульптуре в Зальцбурге. Благодаря монахам цистерцианского монастыря в Стамсе совершил путешествие в Италию, где посетил Венецию, Болонью и Рим и испытал заметное влияние Бернини и Микеланджело.
Около 1710 года основал в городе Праге самую большую мастерскую, в которой работало шесть подмастерьев, к этому же году относится его первая установленная в Праге работа — «Видение святого Луитгарда» на Карловом мосту.
У него было пятеро детей, но никто из них не пошёл по его стопам.
Матиаш Бернард Браун умер 15 февраля 1738 года в Праге от туберкулёза. Похоронен в костёле Святого Стефана в Нове-Место.
Есть астероид по имени Матиашбраун (номер 6768), открытый в 1983 году.

## Работы
- Фасад и интерьеры дворца Клам-Галласа в Праге
- Интерьеры костела св. Климента в Климентинуме в Праге
- Надгробие графа Шлика в соборе св. Вита в Праге
- Скульптура св. Иво на Карловом мосту в Праге
- Скульптура вс. Людмилы и св. Вацлава на Карловом мосту в Праге
- Вртбовский сад в Праге
- Западно-Чешская галерея, Пльзень
- Костел Девы Марии в Кладрубах
- Костел св. Девы Марии, Стара Болеслав
- Костел св. Вацлава, Стара Болеслав
- Пустынь св. Вацлава в Челаковицах
- Костел в Лисе-над-Лабем
- Скульптуры и статуи в Цитолибах
- Марианская колонна в Либерце
- Замок Духцов, Северная Чехия
- Марианский столб в Теплице